# ان‌جی‌سی ۳۴۸۹
ان‌جی‌سی ۳۴۸۹ (نام علمی: NGC 3489) یک کهکشان عدسی است که در صورت فلکی شیر واقع شده‌است. این کهکشان در فاصله حدود ۳۰ میلیون سال نوری از زمین واقع شده‌است، که با توجه به ابعاد ظاهری آن، به معنای آن است که NGC 3489 حدود ۳۰٬۰۰۰ سال نوری عرض دارد. ان‌جی‌سی ۳۴۸۹ توسط ویلیام هرشل در ۸ آوریل ۱۷۸۴ کشف شد.